# Boavtjosjávrásj
Boavtjosjávrásj, enligt tidigare ortografi Påutjosjauratj, är en sjö i Jokkmokks kommun i Lappland och ingår i Luleälvens huvudavrinningsområde. Sjön har en area på 0,96 kvadratkilometer och ligger 834 meter över havet. Sjön avvattnas av vattendraget Oajejåhkå som mynnar i Rávddajávrre. Rávddajávrre avvattnas i sin tur av Rávddajåhkå som mynnar i Áhkájávrre.
Förledet Boavtjos betyder bakstycke på kolt. Möjligen syftar det på sjöns avsides läge.

## Delavrinningsområde
Boavtjosjávrásj ingår i det delavrinningsområde (751814-154323) som SMHI kallar för Utloppet av Påutjosjauratj. Medelhöjden är 1 030 meter över havet och ytan är 16,5 kvadratkilometer. Det finns inga avrinningsområden uppströms utan avrinningsområdet är högsta punkten. Oajejåhkå som avvattnar avrinningsområdet har biflödesordning 3, vilket innebär att vattnet flödar genom totalt 3 vattendrag (Rávddajåhkå, Stora Luleälven, Luleälven) innan det når havet efter 384 kilometer. Avrinningsområdet består mestadels av kalfjäll (94 procent). Avrinningsområdet har 0,96 kvadratkilometer vattenytor vilket ger det en sjöprocent på 5,8 procent. Delavrinningsområdet täcks till 0,59 procent av glaciärer, med en yta av 0,0981 kvadratkilometer.